# Sân bay Tuy Hòa
Cảng hàng không Tuy Hòa (tên gọi cũ là Sân bay Đông Tác) (TBB;VVTH) là một sân bay tọa lạc tại phường ành Phú Thạnh, Thành Phố Tuy Hoà, Tỉnh Phú Yên
Cảng hàng không Tuy Hòa thuộc Tổng công ty Cảng hàng không Miền Trung, từ 30 tháng 9 năm 2011, sân bay này thuộc Tổng công ty Cảng hàng không Miền Nam. Ngày 08 tháng 2 năm 2012, Bộ Giao thông Vận tải Việt Nam đã ra Quyết định số 238/QĐ-BGTVT hợp nhất ba Tổng công ty Cảng hàng không Miền Bắc, Miền Trung và Miền Nam thành Tổng công ty Cảng hàng không Việt Nam.
Hiện nay các chuyến bay này đều sử dụng loại máy bay tầm thấp do ATR (Âu Châu) sản xuất là ATR 72 và máy bay Airbus A320 và Airbus A321
Trước năm 1975, đây là căn cứ không quân quan trọng của Không lực Hoa Kỳ. Sân bay có 3 đường cất hạ cánh (2835 m, 844 m và 2900 m). 

## Các tuyến bay và các hãng hàng không hoạt động
| Hãng hàng không  | Các điểm đến                  |
| ---------------- | ----------------------------- |
| Pacific Airlines | Thành phố Hồ Chí Minh         |
| VietJet Air      | Hà Nội, Thành phố Hồ Chí Minh |
| Vietnam Airlines | Hà Nội, Thành phố Hồ Chí Minh |